# Kamilla Grzywacz
Kamilla Grzywacz (d. Bąkowska-Żywicka) – polska biolog, pracownik naukowy Instytutu Chemii Bioorganicznej PAN, gdzie kieruje Zakładem Transkryptomiki Funkcjonalnej. Specjalizuje się w biologii molekularnej.

## Życiorys
W 2002 r. ukończyła biotechnologię na Uniwersytecie im. Adama Mickiewicza w Poznaniu, natomiast rozprawę doktorską pt. Korelacja struktury i funkcji wybranych fragmentów rRNA w regulacji biosyntezy polipeptydów w układzie roślinnym obroniła w 2007 r. w Instytucie Chemii Bioorganicznej PAN. Stopień doktora habilitowanego nauk biologicznych uzyskała w 2017 r. na Wydziale Biologii UAM na podstawie pracy pt. Odkrycie nowej klasy krótkich regulatorowych niekodujących RNA oddziałujących z rybosomem, powstających przez przetworzenie funkcjonalnych RNA (mRNA, tRNA, snoRNA). Do 2019 r. wypromowała 1 doktora.
W 2019 r. została redaktorem naczelnym czasopisma Postępy Biochemii.

## Projekty badawcze
Kierowane projekty badacze finansowane przez Narodowe Centrum Nauki:
- W poszukiwaniu nowych mechanizmów kontroli ekspresji genów odmiennych od RNAi – krótkie RNA powstające ze snoRNA (SONATA 7; 2015–2018)
- Zmiany w składzie białek rybosomalnych i w oddziałujących z rybosomami krótkich niekodujących RNA w Saccharomyces cerevisiae w odpowiedzi na stres środowiskowy (OPUS 14; 2018–2022)